# Culinária da Bulgária

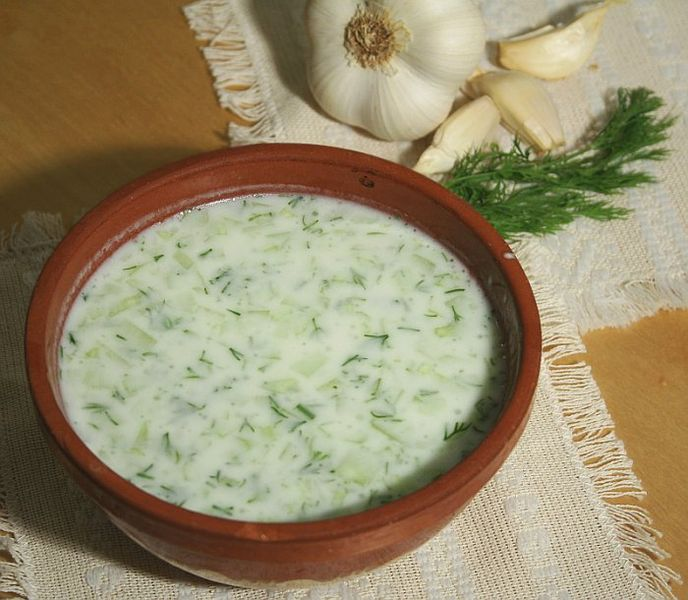
A sopa tarator.

A culinária da Bulgária é ligada com a culinária dos Bálcãs e foi influenciada pela cozinha do Império Otomano. Ela tem raízes profundas na história do país, com influências dos trácios, gregos antigos, romanos e otomanos. Além disso, a localização geográfica da Bulgária, entre a Europa e a Ásia, também contribuiu para a diversidade de sua culinária. A culinária é baseada em cereais (principalmente trigo e milho) plantados no vale do Rio Danúbio, no sul do país também arroz. Alguns dos ingredientes mais comuns na culinária búlgara incluem iogurte, queijo, tomate, pimentão, alho, cebola, ervas e especiarias. O iogurte búlgaro, em particular, é famoso em todo o mundo por suas propriedades probióticas únicas.

Os pratos principais geralmente são à base de ensopados, que podem ser vegetarianos ou conter carne de cordeiro, cabra, vitela, frango ou porco. Embora a fritura não seja tão comum, o grelhado, especialmente quando se trata de variados tipos de linguiças, é bastante popular. A carne de porco é frequentemente usada, muitas vezes combinada com vitela ou cordeiro, mas o peixe e o frango também são amplamente consumidos. A maioria do gado é criada para a produção de leite, não de carne, mas a vitela é popular para aperitivos de carne grelhada (meze) e em alguns pratos principais. A Bulgária, sendo um exportador significativo de cordeiro, tem um consumo interno notável, especialmente na primavera.

## Especialidades
Tarator: é uma sopa de iogurte muito popular no verão na Bulgária. É de origem oriental, tal como sucede como as sopas frias de outros países, por exemplo, o okroshka na Rússia, o gaspacho na Espanha e o diadjik na Turquia. O tarator é feito com iogurte, pepinos, alho, nozes, endro, óleo vegetal e água. Pode ser servido com cubos de gelo.
Além da sopa Tarator, outros pratos típicos da culinária búlgara incluem o Banitsa, Kavarma e a Shopska Salata (conhecida como a salada principal da cozinha búlgara).
Bebidas tradicionais búlgaras incluem Rakia (uma aguardente de frutas) e Boza (uma bebida fermentada de cereais). Além disso, a Bulgária tem uma longa tradição de vinicultura, com várias regiões vinícolas produzindo vinhos de alta qualidade.